# Hai! Hai! Hai!
Hai! Hai! Hai! è il secondo album di Oliviero Malaspina, edito nel 1995 da La Frontiera/Compagnia Nuove Indye.

## Tracce
1. Caravaggio
2. Posti Nella Memoria
3. Passerai Passerai
4. Segnali Di Fine Corsa
5. Falce Di Luna
6. Moli Freddi
7. Radio Lontano
8. Il Volatore
9. Romanzo Popolare
10. Capolinea